# Bösarps församling
Bösarps församling var en församling i Lunds stift och i Trelleborgs kommun. Församlingen uppgick 2002 i Dalköpinge församling.

## Administrativ historik
Församlingen har medeltida ursprung. Tidigt införlivades Virestads församling.
Församlingen utgjorde tidigt ett eget pastorat för att därefter från omkring 1570 till 1 maj 1924 vara moderförsamling i pastoratet Bösarp och Simlinge. Från 1 maj 1924 till 2002 var den annexförsamling i pastoratet Dalköpinge, Gislöv, Bösarp och Simlinge som från 1962 även omfattade Kyrkoköpinge och Gylle församlingar. Församlingen uppgick 2002 i Dalköpinge församling.

## Kyrkor
- Bösarps kyrka